# Powiat przemyski
Powiat przemyski – powiat w Polsce, utworzony w 1999 roku w ramach reformy administracyjnej, we wschodniej części województwa podkarpackiego. Siedzibą powiatu jest miasto Przemyśl. Graniczy z rejonem jaworowskim i samborskim obwodu lwowskiego (Ukraina).
Istniał już w I Rzeczypospolitej, miał wówczas rozleglejsze granice niż obecnie (w jego skład wchodziły wówczas m.in. Jarosław, Ustrzyki Dolne i Mościska). Jego kontynuacją był cyrkuł przemyski Austrii, a następnie powiat przemyski Królestwa Galicji i Lodomerii.
Powiat przed 2021 rokiem był jedynym powiatem województwa podkarpackiego bez miast. Zmieniło się to w 2021 roku kiedy to Dubiecko otrzymało prawa miejskie. W 2024 roku również Bircza uzyskała prawa miejskie. Powiat ma obecnie 3. najmniejszą urbanizację w Polsce wynoszącą 2,5%.
Urząd rejonowy w Przemyślu 1990-1998 w woj. przemyskim 1975-1998 oprócz terenów obecnego powiatu posiadał jeszcze miasta Przemyśl, Dynów i gminę Dynów. Jednak zdecydowano się żeby Przemyśl (z powodu posiadania w tamtych latach województwa) był miastem na prawach powiatu, a obie gminy Dynów przyłączono do powiatu rzeszowskiego.
Znajduje się wśród 21 powiatów ziemskich województwa podkarpackiego na miejscach:
- Powierzchnia – 2. miejsce
- Ludność – 12. miejsce
- Gęstość zaludnienia – 18. miejsce
- Urbanizacja – 21. miejsce

W latach 1856–1866 i 1954–1961 na terenie obecnych powiatów: jarosławskiego, przemyskiego i lubaczowskiego istniał powiat radymniański z siedzibą w Radymnie

## Podział administracyjny
W skład powiatu wchodzą:
- gminy miejsko-wiejskie: Bircza, Dubiecko
- gminy wiejskie: Fredropol, Krasiczyn, Krzywcza, Medyka, Orły, Przemyśl, Stubno, Żurawica
- miasta: Bircza, Dubiecko

## Demografia

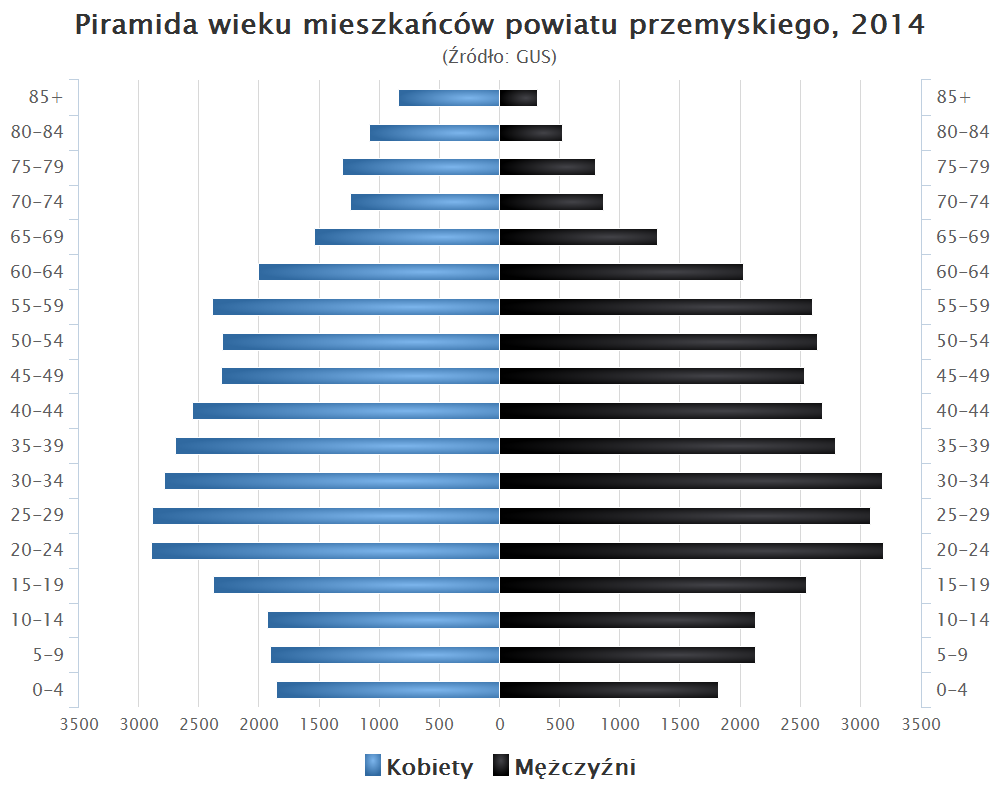
Piramida wieku mieszkańców powiatu przemyskiego w 2014 roku

Liczba ludności (dane z 30 grudnia 2009):
|        | Ogółem | Ogółem | Kobiety | Kobiety | Mężczyźni | Mężczyźni |
| osób   | %      | osób   | %       | osób    | %         |           |
| ------ | ------ | ------ | ------- | ------- | --------- | --------- |
| Ogółem | 71 231 | 100    | 35 565  | 49,93   | 35 666    | 50,07     |
| Miasto | 0      | 0      | 0       | 0       | 0         | 0         |
| Wieś   | 71 231 | 100    | 35 565  | 49,93   | 35 666    | 50,07     |

▶Wieś vs ▶miasto
Ogółem (▶k, ▶m)
Wieś (▶k, ▶m)

## Starostowie przemyscy
- Mariusz Grzęda (1999–2002) (AWS)
- Stanisław Bajda (2002–2006) (LPR)
- Jan Pączek (2006-2024) (PSL)
- Bożena Ryczan (od 2024) (PiS)

## Sąsiednie powiaty
- Przemyśl (miasto na prawach powiatu)
- powiat bieszczadzki
- powiat leski
- powiat sanocki
- powiat brzozowski
- powiat rzeszowski
- powiat przeworski
- powiat jarosławski